# Uyển Trinh
Uyển Trinh (chữ Hán: 婉貞; 13 tháng 9 năm 1841 - 19 tháng 6 năm 1896), Na Lạp thị, còn được gọi là Thuần Hiền Thân vương phi (醇賢親王妃), Vương phi của Thuần Hiền Thân vương Dịch Hoàn, là mẹ đẻ của Thanh Đức Tông Quang Tự Đế, đồng thời bà cũng là em gái ruột của Từ Hi Thái hậu.
Tuy là mẹ ruột của một Hoàng đế, Uyển Trinh không được xem là Đế mẫu chính thức, bởi vì Quang Tự Đế trên pháp lý trở thành con thừa tự của Thanh Văn Tông Hàm Phong Đế. Điều này cũng chứng minh qua việc Thuần Hiền Thân vương ngoài được nhìn nhận là sinh phụ của Hoàng đế, cũng không có gia tôn hay biệt đãi nào khác.

## Tiểu sử
Uyển Trinh xuất thân từ Diệp Hách Na Lạp thị, là con gái thứ hai của Huệ Trưng (惠徵), một quan lại người Mãn, cư trú ở Tây Tứ bài lâu (này là Tây Thành, Bắc Kinh). Ngày 28 tháng 7 (âm lịch), năm Đạo Quang thứ 21 (1841), giờ Tuất sinh ra.
Cũng như chị gái là Từ Hi Thái hậu, Uyển Trinh được cho là con cháu Diệp Hách bối lặc Kim Đài Cát, nhưng sự thực hoàn toàn không phải như vậy. Cứ theo Đức Hạ Nột Thế quản tá lĩnh tiếp tập gia phổ (德贺讷世管佐领接袭家谱) tại Trung Quốc đệ nhất lịch sử đương án quán (中国第一历史档案馆), thì tổ tiên của bà được gọi là Khách Sơn (喀山), thế cư Tô Hoàn, mang họ Na Lạp thị, cho nên nguyên bản phải được gọi là Tô Hoàn Na Lạp thị (甦完那拉氏) mới chính xác. Mà Tô Hoàn vốn ở trong lãnh thổ Diệp Hách, nên vài đời sau cứ lấy thế cư Diệp Hách, tạo thành ra "Diệp Hách Na Lạp thị" ngộ nhận.
Năm Hàm Phong nguyên niên (1851), chị cả của bà nhập cung trở thành Quý nhân của Thanh Văn Tông Hàm Phong Đế. Sau khi Lan Quý nhân được tấn phong Ý Quý phi, để củng cố quan hệ ngoại tộc Ná Lạp thị với dòng dõi Ái Tân Giác La, Ý Quý phi gợi ý Hàm Phong Đế ban hôn em gái Uyển Trinh và một cô gái khác là Nhan Trát Thị (顏扎氏), con gái của Lai Phúc (來福) cho Thuần Quận vương Dịch Hoàn, em trai cùng cha khác mẹ của Hàm Phong.
Năm Hàm Phong thứ 10 (1860), Dịch Hoàn nhận ý chỉ thành hôn, ở Vương phủ Uyển Trinh là vợ cả của Dịch Hoàn nên được phong Phúc tấn, còn Nhan Trát Thị phong làm Trắc Phúc tấn. Năm thứ 11 (1861), Nhan Trát Thị sinh con gái trưởng cho Thuần Quận vương rồi qua đời, Uyển Trinh nuôi Tiểu Cách cách đến 5 tuổi thì yểu mệnh. Cùng năm này Hàm Phong Đế băng hà, truyền ngôi cho con trai duy nhất là Hoàng trưởng tử Tải Thuần (載淳), tức Thanh Mục Tông Đồng Trị Đế.
Chị gái của Uyển Trinh, mẹ đẻ của Tân đế trở thành Hoàng thái hậu, tức Từ Hi Thái hậu. Trong thời gian đầu, quyền hạn của Từ Hi Thái hậu rất hạn chế do sự tồn tại của Từ An Thái hậu. Năm Đồng Trị thứ 4 (1865), Uyển Trinh sinh con trai đầu đặt tên Tải Hãn (載瀚) song được 1 tuổi thì chết yểu. Năm thứ 10 (1871), Uyển Trinh lại sinh con trai thứ, đặt tên Tải Điềm. Năm thứ 11 (1872), Dịch Hoàn được phong [Thuần Thân vương; 醇親王]. Sang năm Đồng Trị thứ 13 (1874), Thuần Thân vương bị Đồng Trị Đế đánh giá là năng lực kém cỏi, đuổi khỏi triều đình song nhanh chóng phục chức do có sự can thiệp của Từ Hi Thái hậu.

## Con trai làm Hoàng đế
Năm Đồng Trị thứ 14 (1875), Đồng Trị Đế băng hà, không con nối dõi. Từ An Thái hậu và Từ Hi Thái hậu ra chiếu chọn Tải Điềm vào cung kế vị, tức Thanh Đức Tông Quang Tự Đế. Theo đó, Quang Tự Đế mang danh nghĩa thừa tự Hàm Phong Đế, là em thừa tự của Đồng Trị Đế.
Sự lựa chọn này tương truyền do Từ Hi Thái hậu chủ trương, bản thân quyết định này cũng mang lại nhiều lợi thế cho Từ Hi Thái hậu: thứ nhất, Tái Điềm là cháu ruột của bà; thứ hai, Dịch Hoàn là một Hoàng tử không có nhiều thế lực; thứ ba, Tải Điềm còn rất nhỏ nên Thái hậu vẫn phải tiếp tục nhiếp chính cho Hoàng đế, như vậy sẽ dễ dàng thao túng về mặt chính trị. Trên thực tế, khi ấy bối tự chữ ["Phổ"] chỉ có một người mà còn quá nhỏ, không thể lấy làm con kế tự cho Đồng Trị Đế, do đó triều đình của hai vị Thái hậu mới chọn Tải Điềm, người có xuất thân gần hơn nữa đủ lớn mà cũng đủ nhỏ để hai vị Thái hậu tiện việc giáo dục. Thấy trước tương lai của Tân đế, Thuần Thân vương Dịch Hoàn từng khóc lóc tự hành hạ mình suốt mấy ngày. Thời gian này Uyển Trinh căng thẳng đến mức sinh con thứ ba bị chết yểu chỉ trong một ngày, không kịp đặt tên.
Năm Quang Tự thứ 6 (1880), Uyển Trinh lại sinh con trai thứ tư, đặt tên Tải Hoảng (載洸) nhưng cũng qua đời năm 4 tuổi. Kể từ đó bà không sinh thêm nữa. Trong thời gian này, dù là mẹ ruột của Hoàng đế nhưng bà vẫn rất giữ kẽ. Dù bà là ["Đế bổn sinh mẫu"], song thực thế về mặt pháp lý, Quang Tự Đế đã là con thừa tự của Hàm Phong Đế (chữ Hán gọi những vị này là Tự tử; 嗣子), do vậy dù Quang Tự Đế có là Hoàng đế đi nữa, vẫn không được phép gia tôn huy hiệu cho cha mẹ ruột.
Năm Quang Tự thứ 12 (1886), Từ Hi Thái hậu thưởng cho bà một chiếc kiệu "Hạnh hoàng kiệu" (杏黃轎) để đi lại trong Nội đình, nhưng bà vẫn không dùng.

## Qua đời

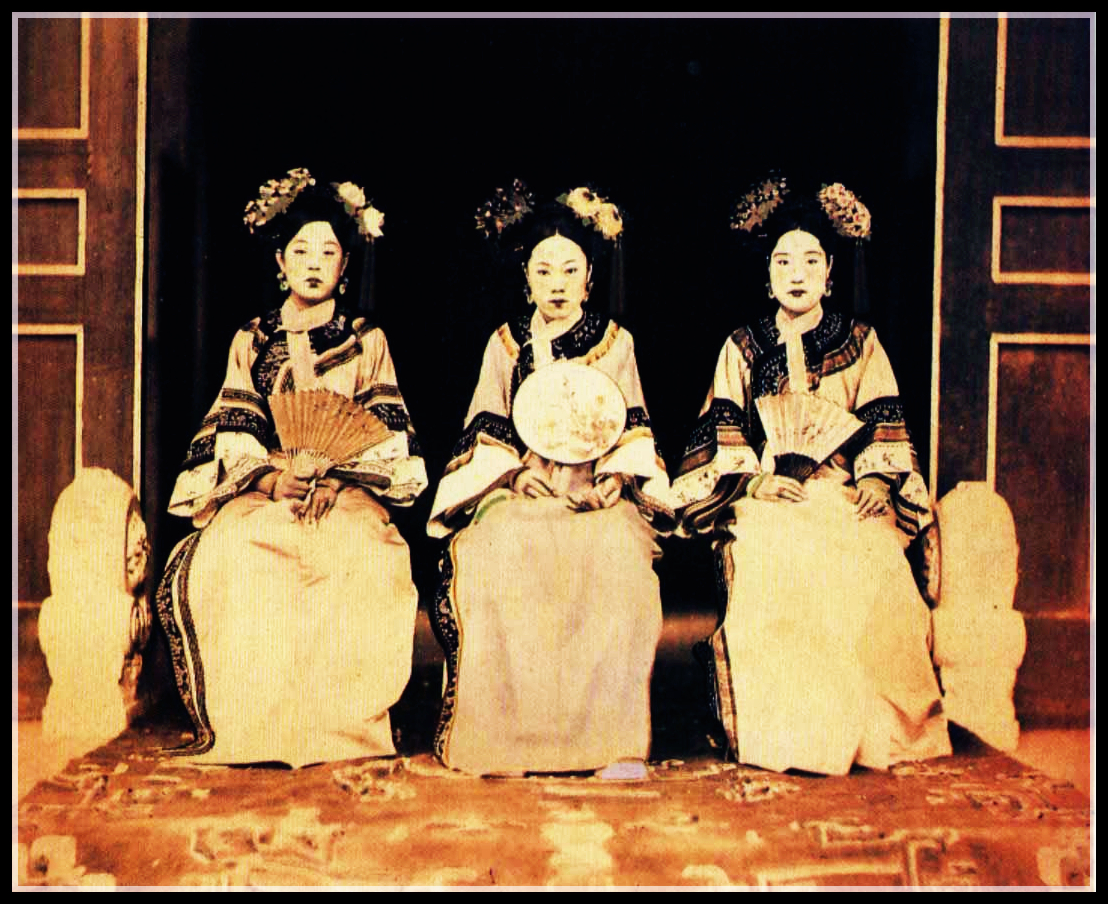
Thê thiếp của Dịch Hoàn. Bên trái là Đích Phúc tấn Uyển Trinh

Năm Quang Tự thứ 16 (1890), Thuần Thân vương Dịch Hoàn qua đời, con trai của ông với Thứ Phúc tấn Lưu Giai Thị (劉佳氏) là Tải Phong, cha ruột của Hoàng đế Phổ Nghi sau này, thừa kế tước [Thuần Thân vương].
Năm Quang Tự thứ 22 (1896), tháng 4, mùa hạ, Phúc tấn bệnh nguy, Quang Tự Đế cùng Thái hậu đến thăm, sang ngày 8 tháng 5 (âm lịch), giờ Thần, Phúc tấn qua đời, hưởng dương 55 tuổi, truy tặng Hoàng đế Bổn sinh tỉ (皇帝本生妣), nghỉ triều 11 ngày. Phái Đại học sĩ Côn Cương (崑岡), Lễ bộ Thượng thư Hoài Tháp Bố (懷塔布), Tổng quản Nội vụ phủ Đại thần Văn Lâm (文琳) cùng Công bộ Hữu Thị lang Anh Niên (英年) xử lý tang nghi.
Theo hồi ký của Phổ Nghi, vị Hoàng đế cuối cùng của nhà Thanh, Uyển Trinh là một người phụ nữ bạo lực, luôn to tiếng quát tháo, đánh đập người hầu trong phủ và cả con đẻ, con kế của mình. Thuần Thân vương Tải Phong còn tiết lộ rằng một trong 3 đứa con yểu mệnh của bà chết vì kém dinh dưỡng do bị bỏ đói lâu ngày.
Bản thân Từ Hi Thái hậu cũng mô tả Quang Tự "từ nhỏ đã ốm yếu, tì vị hư nhược, lúc vào Tử Cấm Thành để lĩnh chỉ nối ngôi cũng không thể tự đi, phải có người ẵm. Hàng ngày ngự thiện phòng chuẩn bị mấy chục món ăn song đều không hợp khẩu vị của Tiểu Hoàng đế. Có vẻ thân phụ mẫu không để tâm đến chế độ dinh dưỡng''.